# Syzygium korthalsianum
Syzygium korthalsianum là một loài thực vật có hoa trong Họ Đào kim nương. Loài này được (Miq.) Miq. miêu tả khoa học đầu tiên năm 1855.